# Robert Heilbroner
Robert Louis Heilbroner (24 de marzo de 1919-4 de enero de 2005) fue un economista e historiador del pensamiento económico estadounidense. Autor de más de una veintena de libros. Su obra más conocida es Vida y doctrina de los grandes economistas (título original en inglés: The Worldly Philosophers: The Lives, Times and Ideas of the Great Economic Thinkers) (1953), un repaso a la vida y obra de destacados economistas, como Adam Smith, Karl Marx y John Maynard Keynes.

## Biografía
Robert Louis Heilbroner, nacido en 1919, era hijo de Louis Heilbroner, un próspero empresario de origen alemán, propietario de una cadena de tiendas de ropa en Nueva York. Confesaba que debido a la posición acomodada de su familia no pasó privaciones durante la Gran Depresión. Estudió en la Universidad de Harvard donde obtuvo un bachiller en historia gobierno y economía en 1940.
Durante la Segunda Guerra Mundial, sirvió en el ejército de Estados Unidos y trabajó en la Oficina de Control de Precios bajo las órdenes del reputado economista John Kenneth Galbraith.
Tras el final de la Segunda Guerra Mundial, Heilbroner trabajó algún tiempo en el negocio familiar y en la banca y en la década de 1950 entró en el mundo académico como investigador en la New School for Social Research. Durante este periodo, fue discípulo del economista alemán Adolph Lowe, uno de los principales representantes de la Escuela Histórica Alemana y quien ejerció gran influencia en su pensamiento. En 1963, Heilbroner se doctoró en Economía en la New School for Social Research, donde posteriormente fue nombrado profesor Norman Thomas de Economía en 1971 y donde permaneció más de veinte años. Impartió principalmente cursos de Historia del Pensamiento Económico en la New School.